# Ingénieur en intelligence artificielle
 (octobre 2024).
Un ingénieur en intelligence artificielle est un professionnel spécialisé dans la conception, le développement et la mise en œuvre de programmes basés sur l'intelligence artificielle. Ces programmes informatiques sont capables de raisonner comme l'homme afin de répondre à des tâches complexes.

## Description du métier
L’ingénieur en intelligence artificielle conçoit, développe et déploie des systèmes capables de simuler certaines fonctions cognitives humaines telles que l’apprentissage, le raisonnement, la reconnaissance ou la prise de décision. Son rôle est de concevoir des modèles algorithmiques, reposant notamment surl'apprentissage automatique, et qui permettent aux machines de traiter, d’analyser et d'interpréter de grandes quantités de données afin d’automatiser des tâches complexes.
L’ingénieur en intelligence artificielle intervient dans toutes les étapes du cycle de vie d’un système intelligent : définition du problème, collecte et prétraitement des données, choix des modèles, entraînement, évaluation, optimisation, mise en production et suivi en conditions réelles. Il doit également tenir compte des enjeux liés à l’éthique, à la transparence algorithmique, à la sécurité des données et à l’explicabilité des modèles.
Ses compétences couvrent des domaines variés, tels que la statistique, l'informatique, l’algorithmique, le traitement du langage naturel, la vision par ordinateur ou encore les systèmes multi-agents.

### Langage de programmation
Python est l'un des langages de programmation utilisés par les ingénieurs en intelligence artificielle pour coder leurs programmes, car il est réputé simple d'utilisation et permet la gestion de tâches complexes et répétitives. D'autres langages sont utilisés comme par exemple JavaScript qui permet l'intégration de l’IA à une application web, ou bien Java et ses nombreuses bibliothèques.

### Domaines
Un ingénieur en intelligence artificielle peut travailler dans des domaines variés :
- La médecine : pour pouvoir gérer les données des patients (détection précoce de cancers[5], découverte automatisée de nouveaux médicaments[6]…);
- L'économie : pour l'analyse de données financières;
- L'industrie : pour la robotique et la simulation numérique[7];
- Les transports : pour le développement de la voiture autonome, la gestion du trafic, et la maintenance prédictive[8].
- Le sport : pour l'analyse des données liées aux matchs et aux joueurs.

## Informations sur le métier

### Rémunération
La rémunération d'un ingénieur dépend fortement de son diplôme, du domaine de travail et de son expérience. Un ingénieur en intelligence artificielle débutant gagne en moyenne entre 35 000 et 45 000 euros brut par an. Avec plus d'expérience, son salaire peut monter jusqu'à 80 000 euros brut par an.

### Études
Il existe de nombreuses formations pour pouvoir exercer ce métier. Par exemple, il est possible de faire un master informatique (bac+5) spécialité intelligence artificielle.